# Поеж
Поеж — река в Нижегородской и Костромской областях России.

## Общие сведения
Протекает в юго-западном направлении большей частью по территории Макарьевского района Костромской области, исток — на территории Ветлужского района Нижегородской области.
Река течёт на юго-запад. Всё течение реки проходит по территории бывшего лагеря Унжлаг. Крупнейшие притоки: Брусничная, Пчелья, Чёрная (левые); Подрилка (правый).
Впадает в реку Белый Лух в 88 км от её устья по правому берегу выше села Тимошино. Длина реки составляет 32 км, площадь водосборного бассейна — 180 км².

## Данные водного реестра
По данным государственного водного реестра России относится к Верхневолжскому бассейновому округу, водохозяйственный участок реки — Унжа от истока до устья, речной подбассейн реки — Бассейн притоков Волги ниже Рыбинского водохранилища до впадения Оки. Речной бассейн реки — (Верхняя) Волга до Куйбышевского водохранилища (без бассейна Оки).
Код объекта в государственном водном реестре — 08010300312110000016638.

## Притоки
(расстояние от устья)
- 13 км: река Пчелья (лв)